# تپه خان پری (۱)
تپه خان پری (۱) مربوط به دوره نوسنگی تا عصر مس است و در شهرستان دره‌شهر، بخش مرکزی، دهستان زرین دشت، شرق روستای وحدت آباد واقع شده و این اثر در تاریخ ۳۰ بهمن ۱۳۸۶ با شمارهٔ ثبت ۲۱۰۰۴ به‌عنوان یکی از آثار ملی ایران به ثبت رسیده است.